# Amadora
Amadora és un municipi portuguès, situat al districte de Lisboa, a la Regió de Lisboa i a la subregió de Gran Lisboa. L'any 2006 tenia 174.411 habitants. Limita al nord-est amb Odivelas, al sud-est amb Lisboa, al sud i oest amb Oeiras i a l'oest i nord amb Sintra.

## Freguesies

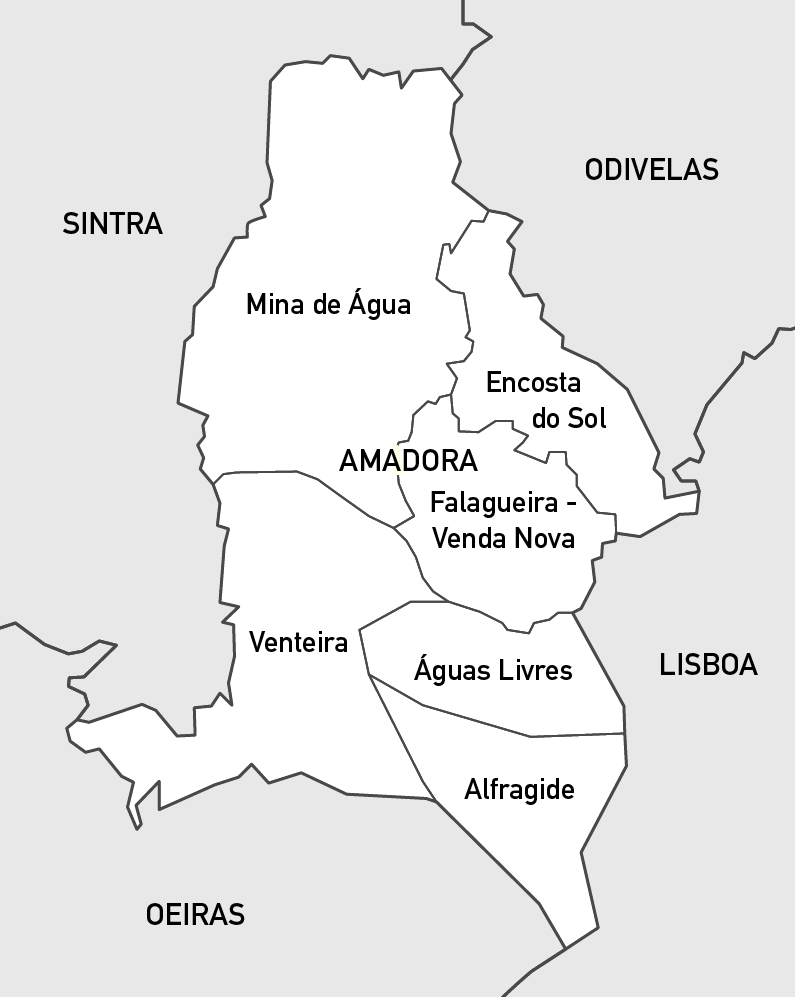
Freguesies d'Amadora

- Alfornelos
- Alfragide
- Brandoa
- Buraca
- Damaia
- Falagueira
- Mina
- Reboleira
- São Brás
- Venda Nova
- Venteira